# José Alfredo Murguía
José Alfredo Murguía Sosa (* 29. Mai 1969 in León, Guanajuato) ist ein ehemaliger mexikanischer Fußballspieler, der meist in der Abwehr und gelegentlich im Mittelfeld zum Einsatz kam und gegenwärtig als Fußballtrainer arbeitet.

## Laufbahn
Der gebürtige Leonese Murguía verbrachte die meisten Jahre seiner Profikarriere bei seinem Heimatverein Club León, mit dem er in der Saison 1991/92 die mexikanische Fußballmeisterschaft gewann. Außerdem spielte Murguía zwischen 1995 und 1998 für die UANL Tigres, mit denen er in der Saison 1995/96 den mexikanischen Pokalwettbewerb gewann. 
Nach Beendigung seiner aktiven Laufbahn ist Murguía seit vielen Jahren im Trainerstab des Club León im Einsatz, wo er bereits diverse Nachwuchsmannschaften der Esmeraldas trainierte. 

## Erfolge
- Mexikanischer Meister: 1992
- Mexikanischer Pokalsieger: 1996